# Harar
Harar Jugol (chiamata a volte solo Harar, Harrar, Hārer o Harer) è una città che si trova nella parte orientale dell'Etiopia, nell'odierna regione dell'Harari. Essa è situata sulla cima di un monte ad un'altezza di 1 885 metri sul livello del mare, nella parte orientale dell'altopiano etiopico, a circa 500 chilometri dalla capitale Addis Abeba. Secondo il censimento del 2007 la popolazione era composta da 99 368 abitanti.
Essa è considerata la quarta città santa dell'Islam, con 82 moschee, tre delle quali risalgono al X secolo, e 102 luoghi sacri. La città è anche famosa per la produzione di un pregiato caffè che porta il suo nome. Nel 2004 Harar Jugol è stata inserita nell'elenco dei Patrimoni dell'umanità dell'UNESCO.

## Popolazione
La popolazione di Harar è composta da numerosi gruppi etnici, sia musulmani che cristiani, tra cui amhara, oromo, somali, guraghé e tigrini, anche se all'interno delle mura della città è predominante l'etnia autoctona degli harari.

## Storia
Chiamata Gey (cioè "la città") dai suoi abitanti, Harar venne fondata fra il VII e l'XI secolo (a seconda delle fonti) ed emerse come centro principale della religione e cultura islamica nel Corno d'Africa. Rimase indipendente dal resto dell'Etiopia per secoli, e nel 1520 divenne la capitale di un regno musulmano indipendente guidato da Abu Bakr. Nel XVI secolo Aḥmad Grāñ b. Ibrāhīm lanciò da Harar una guerra di conquista che estese di molto il suo territorio e arrivò a minacciare persino l'esistenza del regno cristiano d'Etiopia. Il suo successore, Emir Nur ibn Mujahid, circondò la città di un muro alto 4 metri e dotato di 5 porte d'accesso. Questo muro, chiamato Jugol, è giunto pressoché intatto fino a noi ed è uno dei simboli della città e dei suoi abitanti.
Il XVI secolo fu il periodo d'oro di Harar: la cultura fiorì e numerosi poeti vivevano e scrivevano qui. I regnanti di Harar coniarono le proprie monete, probabilmente a partire dall'anno islamico 615, che corrisponde al 1218/19 del calendario gregoriano. Sicuramente esse furono coniate in modo massiccio a partire dal 1789 e per tutto il XIX secolo. Per numerosi secoli Harar fu un importante centro commerciale, collegata per mezzo di importanti vie di comunicazione con il resto dell'Etiopia, con il Corno d'Africa e con la Penisola araba.
La città riuscì a rimanere indipendente fino al 1875, quando venne conquistata dall'Egitto. In questo periodo, Arthur Rimbaud visse ad Harar Jugol (la sua casa è stata oggi trasformata in un museo). Nel 1885 la città riuscì a riguadagnare la propria indipendenza, ma essa durò poco poiché il 6 gennaio 1887, in seguito alla battaglia di Chelengo, Menelik II incorporò Harar nel nascente Impero etiopico basato nello Scioa.
Harar perse parte della sua importanza commerciale con la costruzione della ferrovia che collegava Gibuti ad Addis Abeba: inizialmente essa doveva passare per la città, ma venne deviata a nord delle montagne su cui sorge Harar per risparmiare denaro. Il risultato fu che nel 1902 venne fondata la città di Dire Daua, intesa come Nuova Harar.
Durante la guerra d'Etiopia (1935-1936) Harar fu occupata senza combattere il 6 maggio 1936 dalle truppe italiane del generale Rodolfo Graziani al termine degli scontri della battaglia dell'Ogaden; in seguito divenne capoluogo amministrativo del Governatorato di Harar, suddivisione della colonia dell'Africa Orientale Italiana. Harar fu occupata dalle truppe britanniche il 29 marzo 1941 durante gli eventi della campagna dell'Africa Orientale Italiana, venendo quindi restituita al controllo del ricostituito stato etiope.
Nel 1995 Harar Jugol divenne una regione etiopica a tutti gli effetti. Attualmente è in costruzione una condotta per trasportare l'acqua in città da Dire Dawa.

## Monumenti
Il centro storico di Harar Jugol ospita numerosissime moschee e luoghi sacri all'Islam. I più importanti sono la cattedrale di Medhane Alem (convertita negli anni sessanta da una moschea di rito egiziano) e la moschea cinquecentesca di Jami. Tra gli edifici più visitati, la casa-museo originariamente di un mercante indiano, nota come "casa di Rimbaud" e la casa del Ras Makonnen, dove visse da bambino Haile Selassie I.
Negli anni sessanta nacque uno spettacolo a beneficio dei turisti, in cui durante la notte viene dato cibo alle iene. L'origine di questo spettacolo va ricercato in un'antica tradizione locale di sfamare i predatori affinché non attaccassero il bestiame, che si teneva però solamente una volta l'anno.
Nei dintorni si trovano il monte Kondudo, amba sulla cui cima si ritrovano gli unici cavalli rinselvatichiti dell'Africa, insieme a quelli del deserto del Namib. Una spedizione Italiana del 2008 ne ha fatto conoscere l'esistenza e dato il via ad un difficile tentativo di conservazione.
Sulla via per Gursum, paese di accesso al Kondudo, si trova il monumento geologico di Babile, detto "valle delle meraviglie", per le curiose formazioni geologiche. La riserva omonima, il "Babile Elephant Sanctuary" è stata in gran parte rovinata da un intervento che ha consentito la destinazione a coltivazione di biodiesel del 30% circa della riserva, sulla via d'accesso, cacciando elefanti e leoni. La riserva è abitata da elefanti - di razza rara e distinta dai ceppi più comuni di Loxodonta africana - e leoni abissini, e sono in corso progetti del locale Ministero dell'Agricoltura per rendere la zona più facilmente accessibile al turismo.

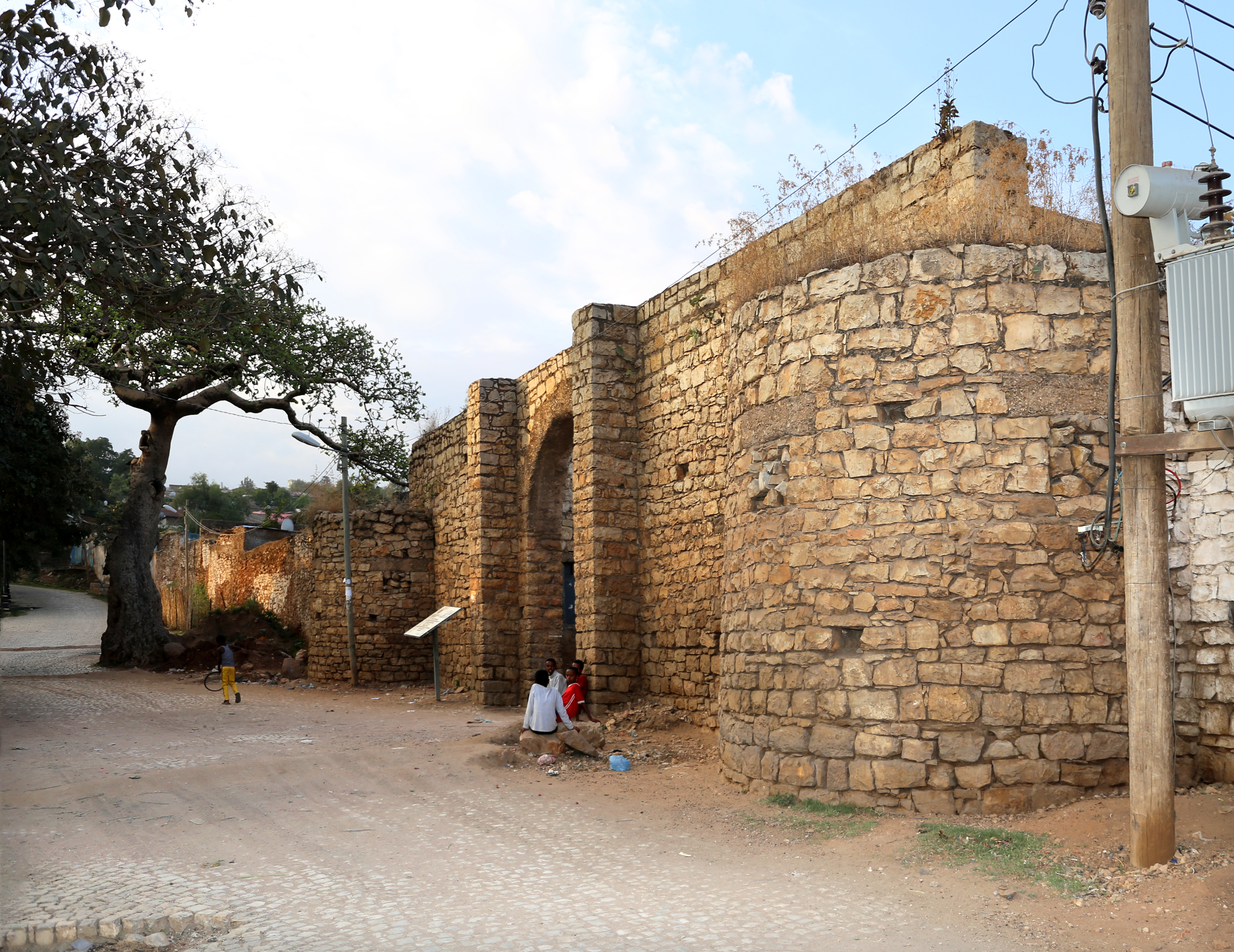
Mura di Harar
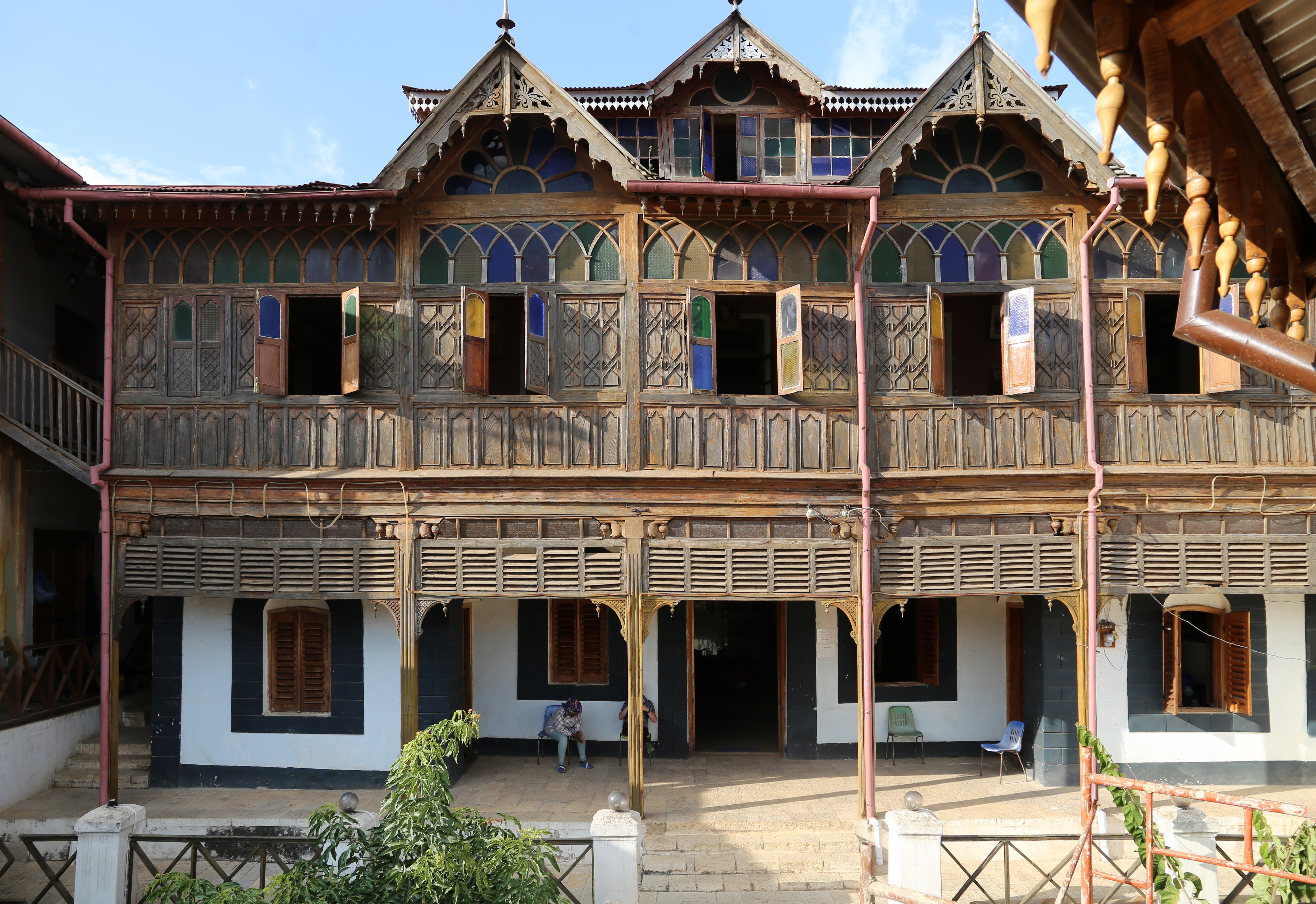
La casa di Rimbaud
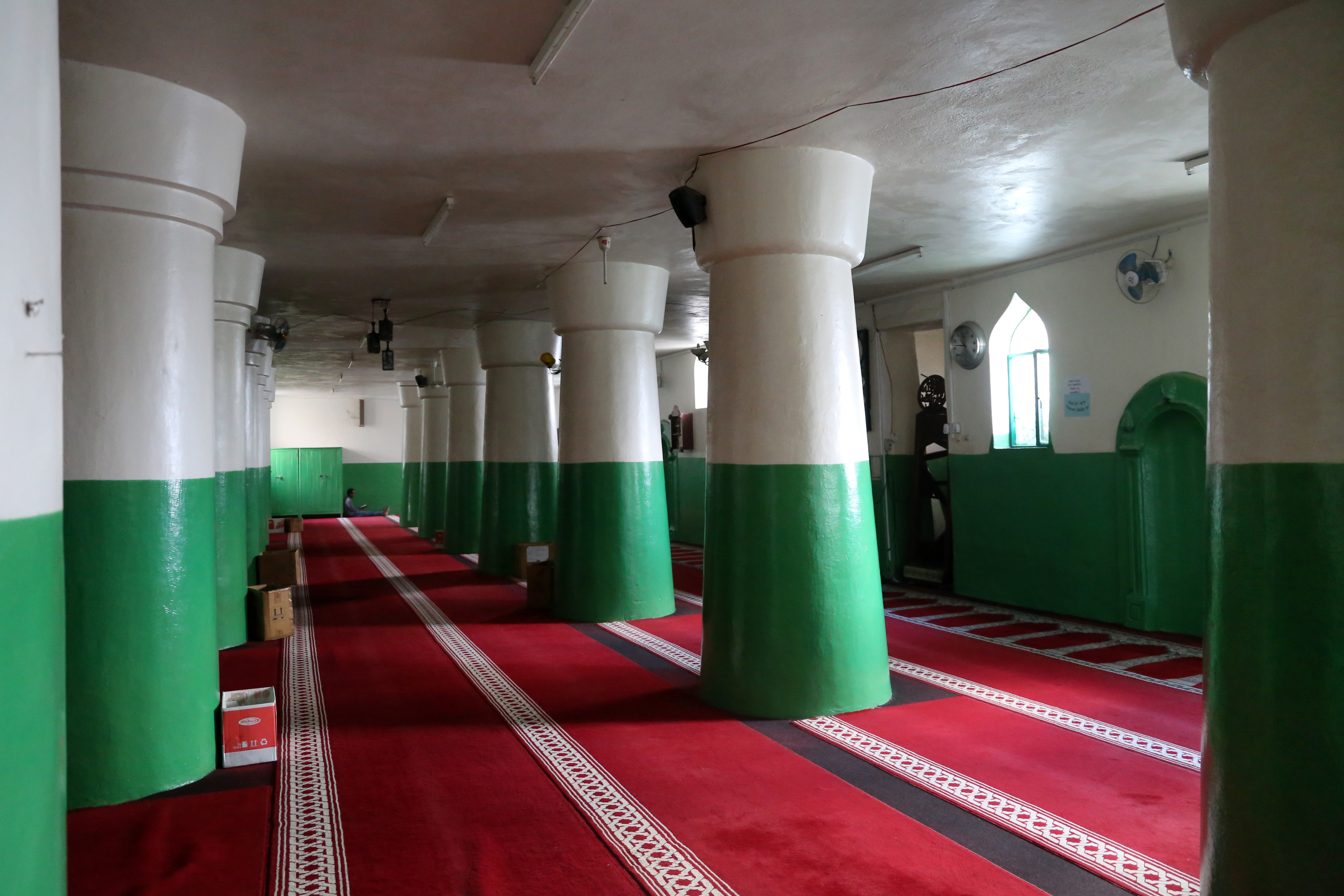
La grande moschea
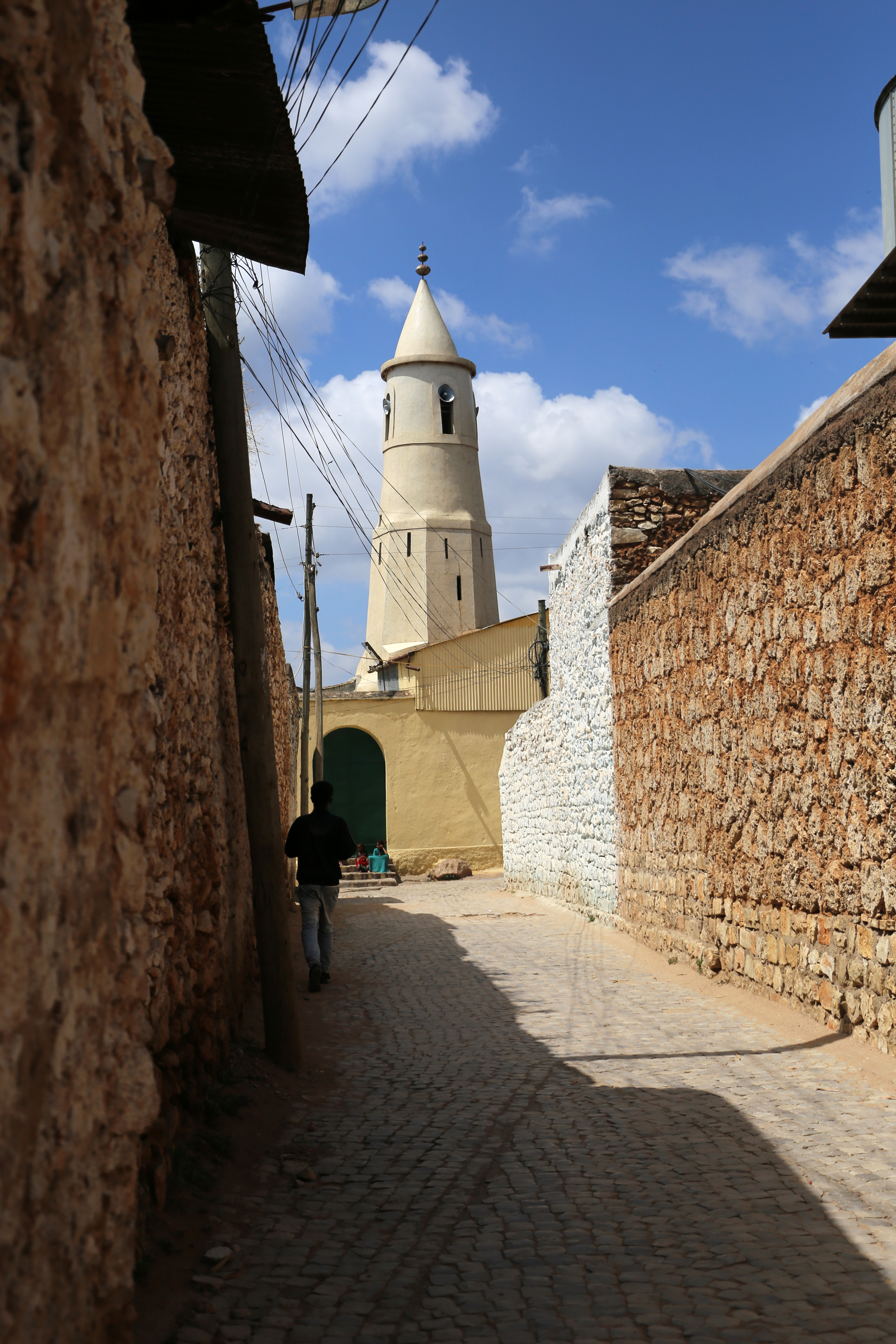
Minareto
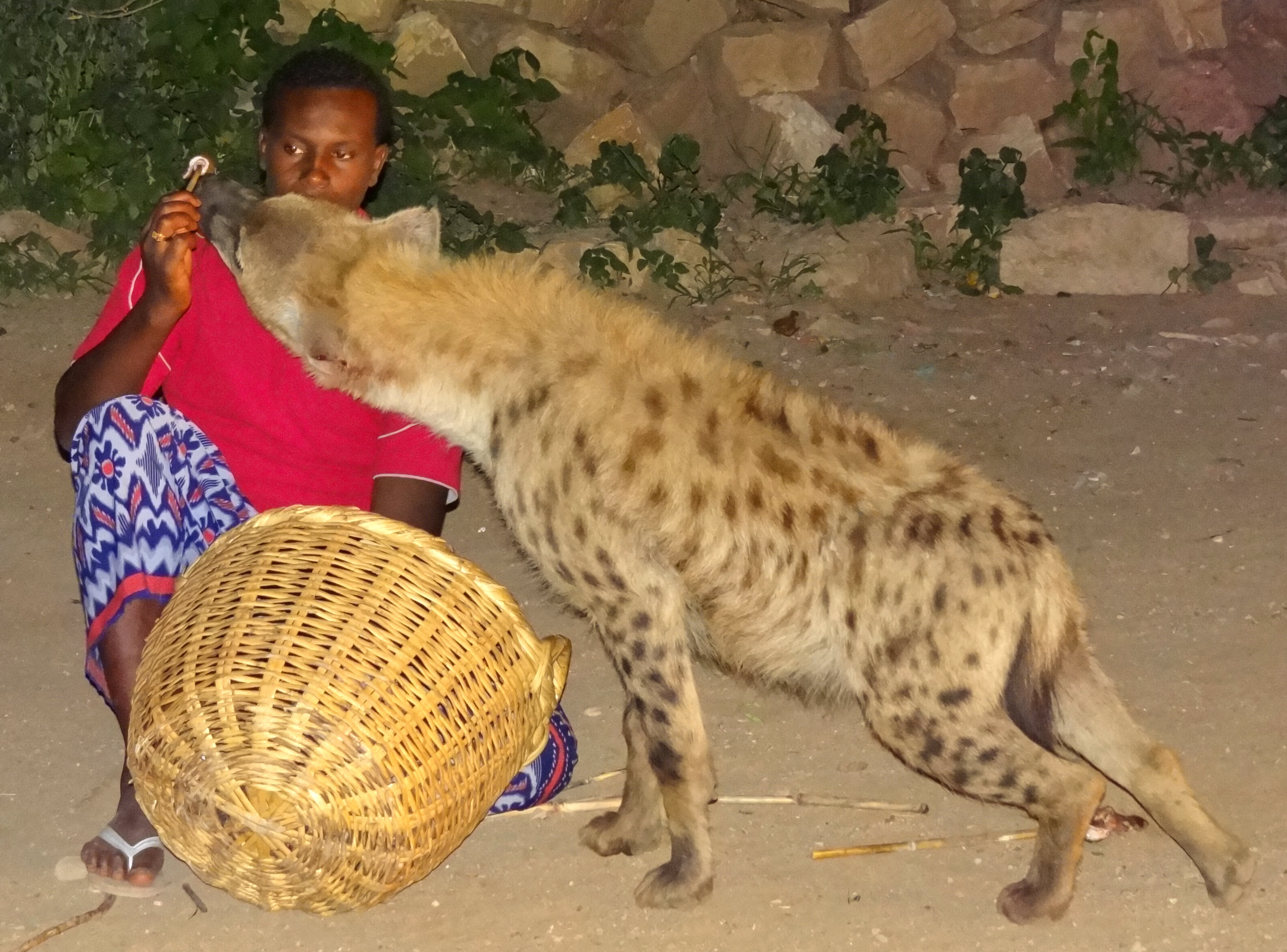
Il pasto delle iene